# Marco Varnier
Marco Varnier (Padua, 8 juni 1998) is een Italiaans voetballer die doorgaans speelt als centrale verdediger. In juli 2024 verruilde hij Atalanta Bergamo voor Juve Stabia.

## Clubcarrière
Varnier doorliep de jeugdopleiding van Cittadella en brak ook door bij die club. Op 30 december 2016 maakte de verdediger zijn debuut in het eerste elftal. Op die dag werd met 2–1 gewonnen van Virtus Entella. Varnier mocht in de basis starten en hij speelde het gehele duel mee. Zijn eerste doelpunt volgde op 25 november 2017, tijdens een overwinning op Salernitana (2–1). Tijdens dit duel opende hij na drieëntwintig minuten speeltijd de score.
In de zomer van 2018 huurde Atalanta Bergamo de verdediger voor één seizoen, met een verplichte optie tot koop. Na afloop van de verhuurperiode zou Varnier voor vijf miljoen de definitieve overstap maken. Tijdens het seizoen 2018/19 kwam de verdediger niet in actie in het eerste elftal van Atalanta. Medio 2019 werd de overgang definitief en Varnier tekende voor vier seizoenen bij zijn nieuwe club. Na zijn komst werd hij direct voor twee jaar verhuurd aan Pisa en medio 2021 aan Como. Voorafgaand aan het seizoen 2022/23 huurde SPAL de verdediger.
Varnier speelde tijdens het seizoen 2023/24 slechts voor het tweede elftal van Atalanta. Daarop verkaste hij in juli 2024 naar Juve Stabia.

## Clubstatistieken
| Seizoen | Club               | Competitie | Competitie | Competitie | Beker | Beker | Internationaal | Internationaal | Totaal | Totaal |
| Seizoen | Club               | Competitie | Wed.       | Dlp.       | Wed.  | Dlp.  | Wed.           | Dlp.           | Wed.   | Dlp.   |
| ------- | ------------------ | ---------- | ---------- | ---------- | ----- | ----- | -------------- | -------------- | ------ | ------ |
| 2016/17 | Cittadella         | Serie B    | 14         | 0          | 0     | 0     | —              | —              | 14     | 0      |
| 2017/18 | Cittadella         | Serie B    | 34         | 2          | 1     | 0     | —              | —              | 22     | 2      |
| 2017/18 | → Atalanta Bergamo | Serie A    | 0          | 0          | 0     | 0     | 0              | 0              | 0      | 0      |
| 2018/19 | Atalanta Bergamo   | Serie A    | —          | —          | —     | —     | —              | —              | 0      | 0      |
| 2019/20 | → Pisa             | Serie B    | 9          | 0          | 0     | 0     | —              | —              | 9      | 0      |
| 2020/21 | → Pisa             | Serie B    | 12         | 0          | 1     | 0     | —              | —              | 13     | 0      |
| 2021/22 | → Como             | Serie B    | 12         | 0          | 0     | 0     | —              | —              | 12     | 0      |
| 2022/23 | → SPAL             | Serie B    | 15         | 1          | 0     | 0     | —              | —              | 15     | 1      |
| 2023/24 | Atalanta Bergamo   | Serie A    | 0          | 0          | 0     | 0     | 0              | 0              | 0      | 0      |
| 2024/25 | Juve Stabia        | Serie B    | 27         | 1          | 1     | 0     | —              | —              | 28     | 1      |
| Totaal  | Totaal             | Totaal     | 123        | 4          | 3     | 0     | 0              | 0              | 126    | 4      |

Bijgewerkt op 11 juni 2025.